# Wang Zong

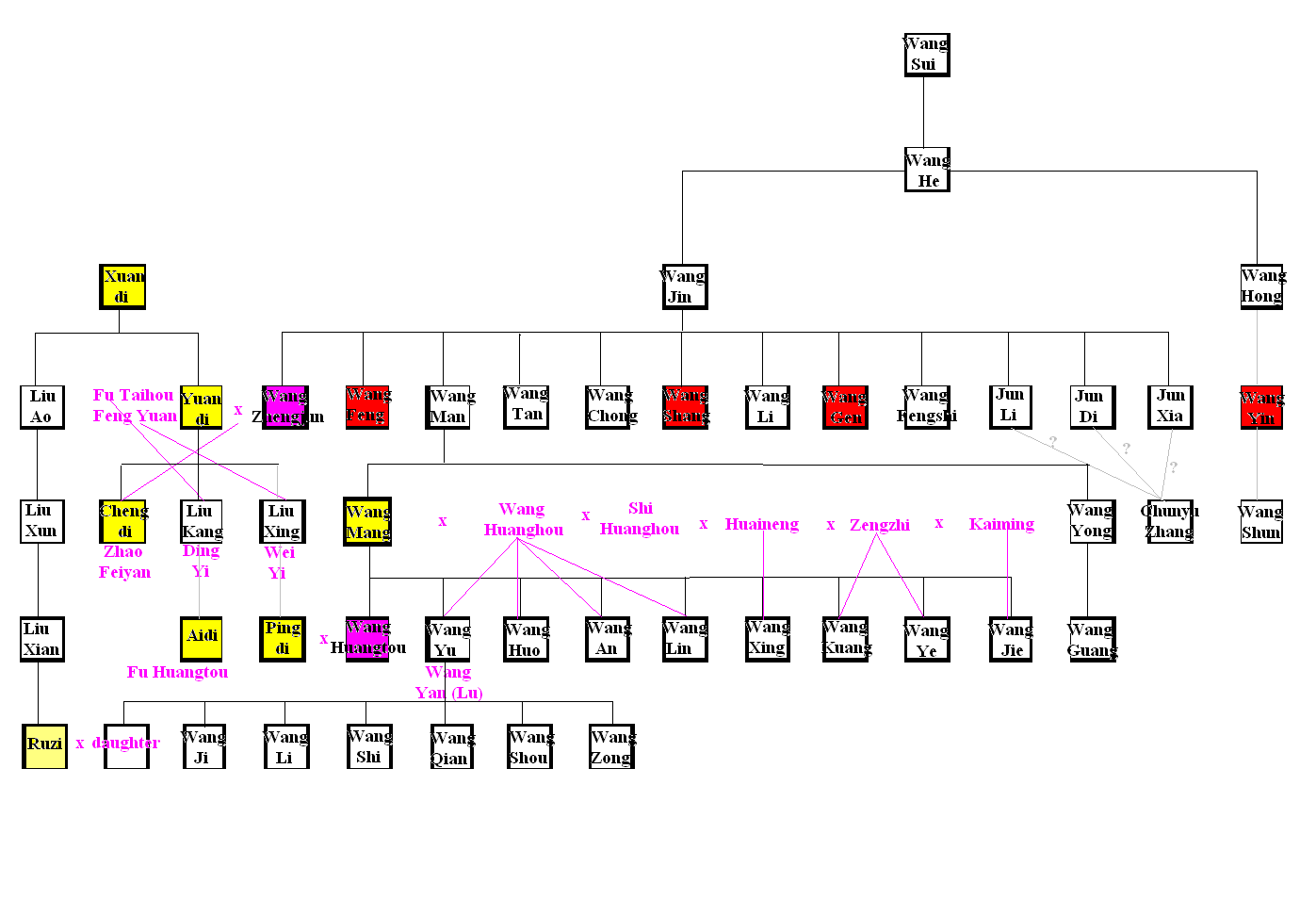
Stamboom van de familie Wang

Wang Zong (†18 na Chr.) was een kleinzoon van de Chinese keizer Wang Mang. Zijn vader was Wang Yu, de oudste zoon van Wang Mang.

## Biografie
Wang Zong was de vierde zoon van Wang Yu. Nadat die betrokken was geraakt bij een complot tegen zijn vader Wang Mang, werd Wang Yu door hem in het jaar 3 na Chr. gedwongen tot zelfmoord. Ook Lü Yan, zijn echtgenote en de moeder van Wang Zong was betrokken bij dat complot. Zij werd daarvoor eveneens geëxecuteerd, maar pas nadat zij haar zwangerschap had kunnen voltooien. Het blijft onduidelijk van wie zij toen in verwachting was.
De oorspronkelijke naam van Wang Zong was Wang Huizong (王會宗), maar toen Wang Mang persoonlijke namen van twee of meer karakters verbood, werd zijn persoonlijke naam veranderd in Zong. In juan 99 van het Boek van de Han (Hanshu) staat verder vermeld dat Wang Zong na de dood van Wang Qu, de moeder van zijn grootvader Wang Mang in 8 na Chr. benoemd werd tot Markies van Xindu (Xindu hou, 新都侯). Een commissie oordeelde dat de staatsfuncties die Wang Mang uitoefende (waarnemend keizer en regent voor Liu Ying) belangrijker waren dan drie jaar te moeten rouwen voor een familielid, zoals was bepaald door Confucianistische riten. Wang Mang kon zich nu verder zonder gezichtsverlies aan het publiekelijk rouwen onttrekken. Die taak droeg hij op aan zijn kleinzoon Wang Zong, die in 9, toen Wang Mang werd geïnstalleerd als keizer, de adellijke titel Hertog van Gongchong (Gongchong Gong, 功崇公) ontving.
In het jaar 18 werd hij beschuldigd van een aantal activiteiten waardoor het leek dat hij de keizerlijke opvolger was. Wang Zong was op dat moment de oudste kleinzoon van Wang Mang. Zo liet hij zich schilderen in kleding en hoofdtooi van een keizer en liet als een magische bezwering drie zegels graveren. Bovendien zou hij contact hebben opgenomen met familie van zijn oom Lü Kuan (呂寬, een broer van zijn moeder). Zij waren in 3 na Chr. verbannen wegens zijn betrokkenheid bij een ruzie tussen Wang Mang en zijn oudste zoon Wang Yu, de vader van Wang Zong. Toen dit uitkwam dwong Mang Wang zijn kleinzoon Wang Zong tot zelfmoord. Hij herstelde de oorspronkelijke naam van Wang Zong weer in Wang Huizong en zijn titel werd postuum gedegradeerd.
Zijn biografie staat vermeld in juan 99 van het Boek van de Han (Hanshu).